# Будівництво 496 і ВТТ
Будівництво 496 і ВТТ — підрозділ системи виправно-трудових установ ГУЛАГ.
Час існування: організовано 22.08.46;

закрите в березні — квітні 1949 (перейменовано в Будівництво 258 і ВТТ).

## Підпорядкування і дислокація
- ГУЛПС (рос. Главпромстрой) з моменту організації.

Дислокація: м.Ленінград

## Виконувані роботи
- добудова об'єктів Біломорбуду,
- будівництво заводу 496 з 05.09.46,
- будівництво житла, автомобільних доріг і залізниць;
- лісозаготівлі

## Чисельність з/к
- 01.11.46 — 571,
- 01.01.47 — 1579,
- 01.01.48 — 12358,
- 01.01.49 — 12185